# William Joseph Bell

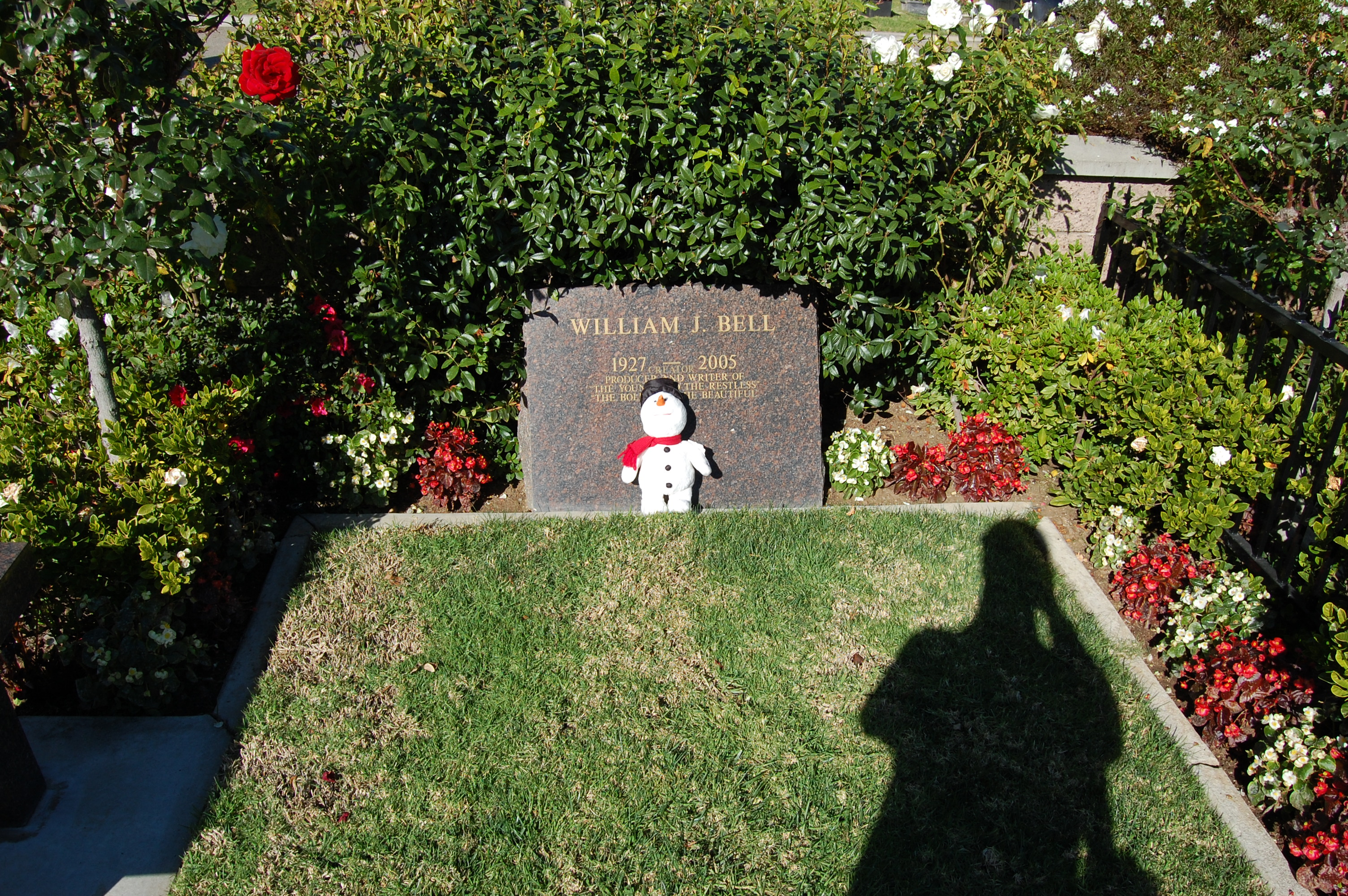
William J. Bell - grób

William Joseph Bell (ur. 6 marca 1927 w Chicago, zm. 29 kwietnia 2005 w Los Angeles) – amerykański scenarzysta, autor scenariuszy i producent znanych oper mydlanych – Żaru młodości (The Young and the Restless) i Mody na sukces (The Bold and the Beautiful).
Początkowo pracował w zespole scenarzystów serialu As the World Turns pod kierunkiem Irny Phillips, zwanej „królową oper mydlanych”. W 1964 roku wspólnie z Phillips był współtwórcą serialu Inny świat (Another World). W latach 1966–1975 pracował jako główny scenarzysta serialu Dni naszego życia (Days of Our Lives) i przyczynił się do odzyskania przez serial popularności. W 1973 roku zainicjował nowy serial – Żar młodości (The Young and the Restless), który z czasem stał się jednym z najwyżej cenionych w telewizji amerykańskiej. Pozostawał jego naczelnym scenarzystą do 1998. Duży sukces odniósł także z kolejną operą mydlaną – Modą na sukces (The Bold and the Beautiful) (od 1987).
Przy pracy nad serialami współpracował z żoną, Lee Phillip Bell, a później także z dziećmi (Williamem Juniorem, Bradleyem i aktorką Lauralee).